# Catoblepas

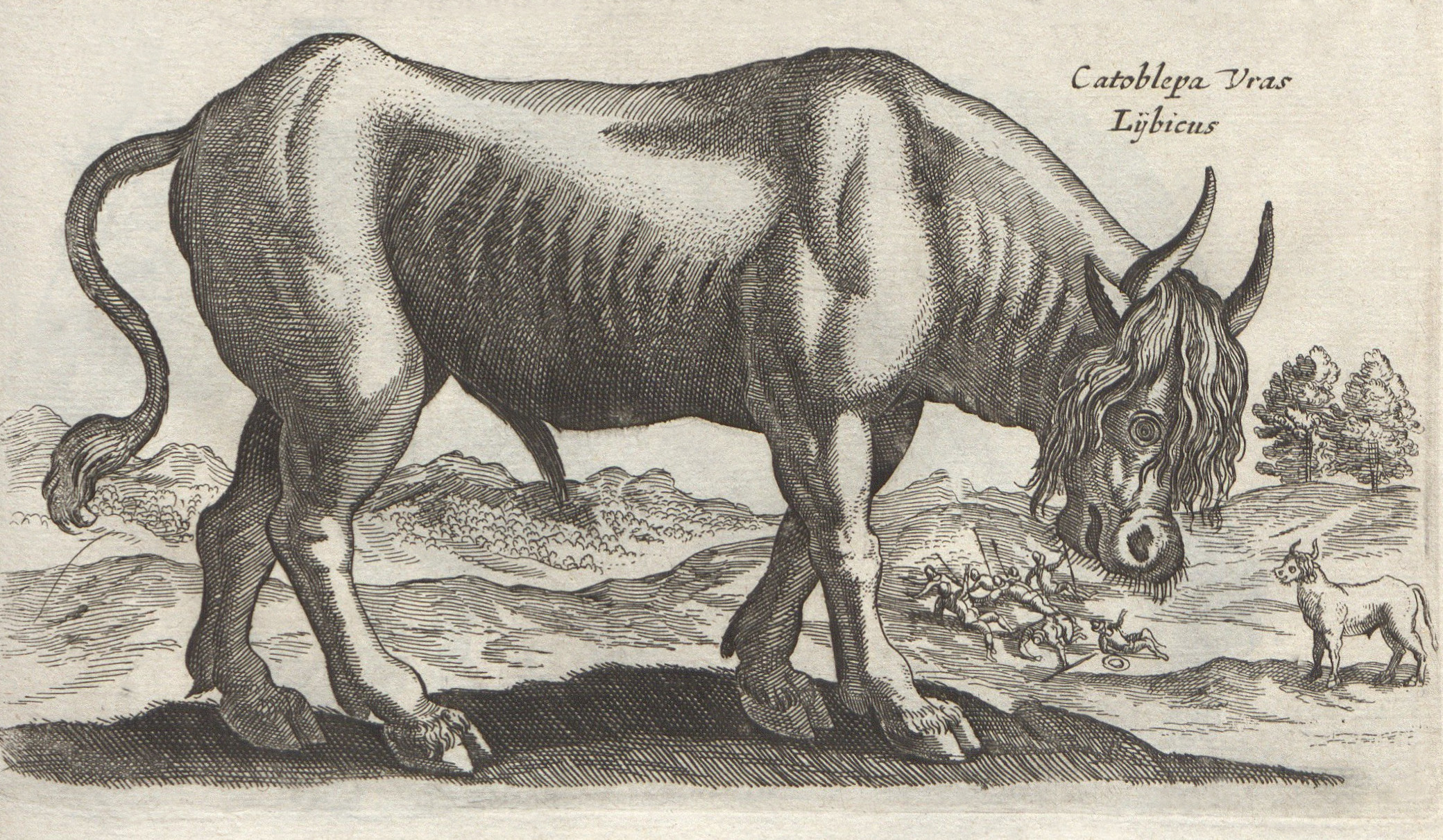
Jan Jonston, Historia naturalis de quadrupedibus, Ámsterdam 1657.

El catoblepas o catóblepon, también catoblepa (del griego καταβλέπω (katablépō), 'mirar hacia abajo') es una criatura legendaria de Etiopía, descrita por primera vez por Plinio el Viejo y más tarde por Claudio Eliano.

## Descripción
Tiene cuerpo de vaca y cabeza de cerdo. Su espalda está cubierta de escamas que le protegen y su cabeza mira siempre hacia abajo. Su mirada o su respiración podían convertir a la gente en piedra o matarlas.
Plinio lo describió como una criatura de tamaño medio, lenta, con una cabeza pesada vuelta siempre hacia el suelo. Pensó que su mirada, como la del basilisco, era letal, lo que hacía bastante afortunado que su cabeza fuera tan pesada.
Claudio Eliano describió al Catoblepas como un herbívoro del tamaño aproximado de un toro. Según su descripción contaba con una gran melena, era estrecho, sus ojos estaban inyectados en sangre, tenía escamas en la espalda y las cejas lanudas. La cabeza era tan pesada que la bestia tan solo podía mirar hacia abajo. En su descripción, la mirada no era letal, pero su aliento era venenoso ya que se alimentaba de hierbas venenosas.

## En literatura
El catoblepas es descrito en el Cuaderno de notas de Leonardo da Vinci:

Se encuentra en Etiopía cerca del nacimiento del Nigricapo. No es un animal muy grande, no es muy activo, y su cabeza es tan pesada que le cuesta mucho trabajo levantarla, por lo que siempre mira al suelo. De lo contrario sería una gran peste para la humanidad, ya que cualquiera que cruzara su mirada con sus ojos moriría inmediatamente.
Leonardo da Vinci

En La tentación de San Antonio, Gustave Flaubert lo describe como:

buffle noir, avec une tête de porc tombant jusqu’à terre, et rattachée à ses épaules par un cou mince, long et flasque comme un boyau vidé.Il est vautré tout à plat ; et ses pieds disparaissent sous l’énorme crinière à poils durs qui lui couvre le visage.
un búfalo negro con la cabeza de un cerdo que cuelga cerca del suelo, unido a su cuerpo por un delgado, largo y flojo cuello, como si fuera un intestino vacío.Sus piernas se sofocan por la gran melena de duras cerdas que cubren su cuerpo y cabeza.
Gustave Flaubert

En The Countess of Pembroke's Arcadia, de Philip Sydney, el «caballero abandonado» contra el que lucha Amphilalus tenía un catoblepas en su cresta.
En Cartas a un joven novelista, de Mario Vargas Llosa, hay un capítulo entero cuyo título es «Catoblepas». Propone lo siguiente: «En cuanto a los temas, creo, pues, que el novelista se alimenta de sí mismo, como el catoblepas, ese mítico animal que se le aparece a San Antonio en la novela de Flaubert [La tentación de San Antonio] y que recreó luego Borges en su Manual de Zoología Fantástica» (p 24). 
Un personaje llamado Catoblepa se encuentra en la canción «Supergiovane» del grupo rock italiano Elio e le Storie Tese, en el disco Italyan, Rum Casusu Çikti.
Asimismo, en Rayuela, Cortázar utiliza la palabra catoblepas para referirse a la señora de Gutusso.
Mircea Cartarescu en su novela Theodoros  los sitúa en los bosques del reino de Saba y los describe con "ojos como rubíes sangrientos, que te envenenaban con solo mirarte" 

## Posible identificación

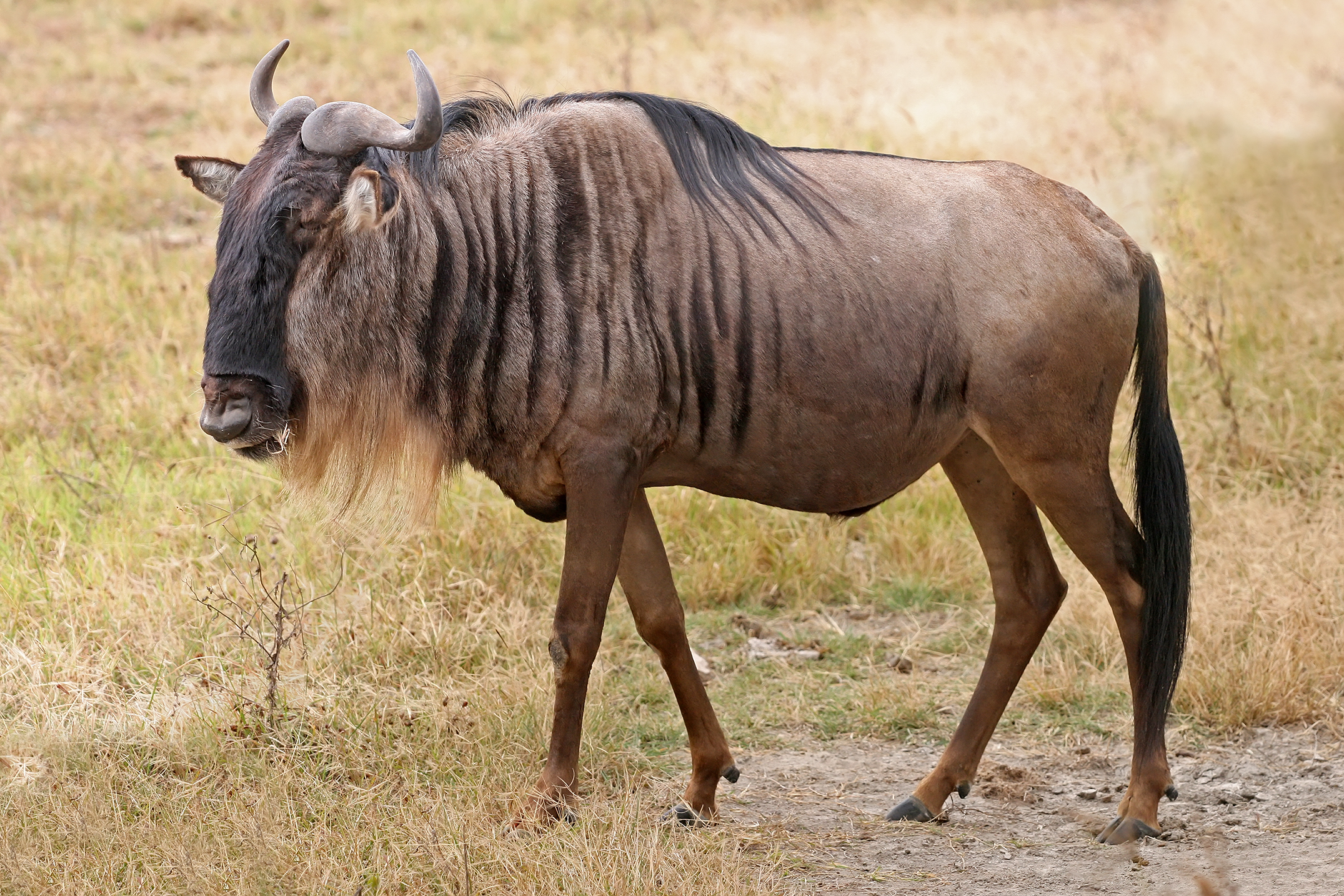
Semejanza entre un ejemplar real de ñu y la representación de un bestiario

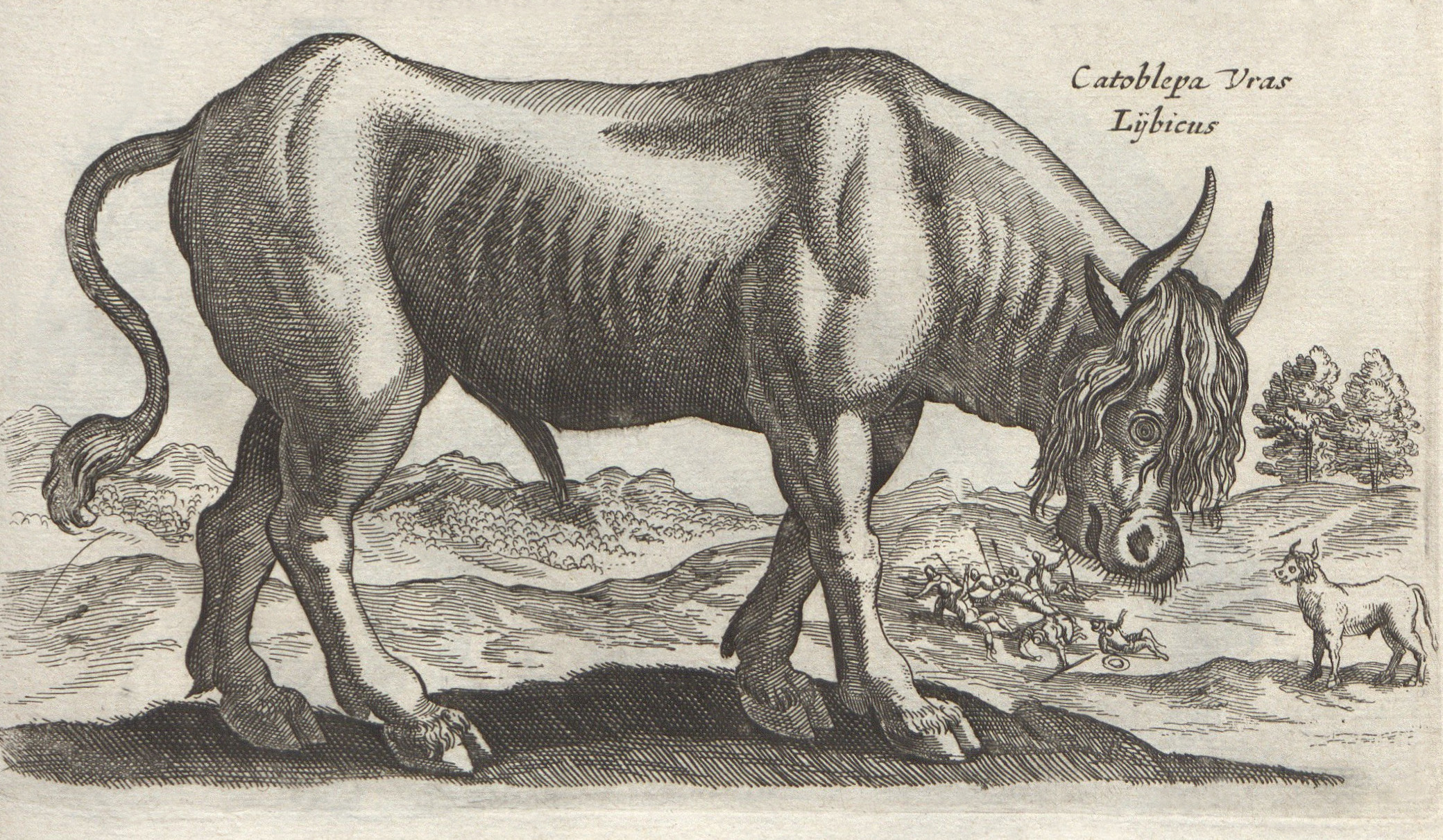

Analizando los textos clásicos, se ha propuesto al ñu, (Connochaetes taurinus) como la posible especie a la que corresponde el catoblepas, que coincide en la descripción y en el aliento venenoso. La descripción se debe entender como las que se hacía en bestiarios, que incluyen tanto animales reales como imaginarios, cuando el autor del texto o de la imagen sólo conocían de oídas las características de los animales y sin haber visto realmente a los ejemplares. Muchas veces, tales descripciones se hacían diciendo "y esta parte se parece a la de tal o cual animal" de tal forma que el artista reproducía literalmente tales descripciones. Por otro lado, se conoce la transmisión de la fiebre catarral maligna bovina causada por un Herpesvirus, en concreto Alcelaphine gammaherpesvirus 1 (AlHV-1) (Gammaherpesvirinae, Macavirus) por el ñu. Mientras que la infección dentro de los ñúes causa una enfermedad asintomática, su transmisión a otras especies puede ser mortal. Este sería el aliento venenoso o mirada mortal que se le habría atribuido al catoblepas.
En 1928, Bookes creó el género Katablepas, escrito como Catablepas operculatus en 1830 y actualmente inválido para incluir al ñu negro , seguramente por su parecido a las descripciones clásicas. Aunque dichas descripciones deben corresponder al más común ñu común o azul con una distribución más cercana al Mediterráneo, área de abito grecorromano, que al ñu negro que aparece en el sur de África.